# Holopogon nigrifacies
Holopogon nigrifacies är en tvåvingeart som beskrevs av Mario Bezzi 1900. Holopogon nigrifacies ingår i släktet Holopogon och familjen rovflugor. Inga underarter finns listade i Catalogue of Life.